# 和久原にこ
和久原 にこ（わくはら にこ、5月31日 - ）は、日本の漫画家。双子座。血液型はA型。神奈川県出身。『Judy』2007年5月号に掲載された『大人の女』でデビュー。

## 作品リスト

### 書籍
以下は全て小学館の『フラワーコミックス』（プチコミックフラワーコミックスα）
からの発売。
- 君こそ僕の恋物語（2011年6月10日発売[3]）、ISBN 978-4-09-133759-7

「君こそ僕の恋物語」
「君のすべてが見たいんだ」
「その男 秘書につき」
- 猛獣に恋の鎖（2012年8月9日発売[4]）、ISBN 978-4-09-134610-0

「猛獣に恋の鎖」
「夜のきみも 朝のあなたも」
「あなたにだけは秘密」
「恋を忘れたあのひとを」
「じゅうぶん恋におちている」
- もてあそばれてもかまわない（2012年12月10日発売[5]）、ISBN 978-4-09-134685-8

「もてあそばれてもかまわない」
「忠実なるオオカミを」
「あなたしかいないから！」
- よこしまな初恋（全2巻）

1. 2013年5月10日発売[6]、ISBN 978-4-09-135245-3

「よこしまな初恋」
「胸に刺さるよな花束を」
1. 2013年9月10日発売[7]、ISBN 978-4-09-135505-8

「誘惑フェティシズム」
「よるにささやく」
- あやまち運命論（全2巻）

1. 2014年3月10日発売[8]、ISBN 978-4-09-135805-9

「あやまち運命論」
「ココロに君の情熱を」
1. 2014年6月10日発売[9]、ISBN 978-4-09-136065-6

「あやまち運命論」
「全身全霊マイハニー」
「開店☆おしゃれ喫茶」
「あやまち運命論 番外編 ブラック前夜」描きおろし
- 願ったり 叶ったり（2015年3月10日発売[10]）、ISBN 978-4-09-136780-8

「願ったり 叶ったり」
「番外編 恋愛地蔵の恋」描きおろし
- イケメンの諸事情（2015年8月10日発売[11]）、ISBN 978-4-09-137493-6

「イケメンの諸事情」
「魚の骨と宝石と」
「ご主人様 募集中」
「最終電車のそのあとは」
「指をからめて甘えあえ」
- ふたりめの王子様（2016年5月10日発売[12]）、ISBN 978-4-09-138340-2

「ふたりめの王子様」（『プチコミック』2016年2月号 - 4月号 掲載）
「甘い記憶は匂い立つ」（『プチコミック』2015年12月号増刊秋号掲載）
「ひとりめの王子様」描きおろし
- お仕事おわりにごほうびを（2016年12月9日発売[15]）、ISBN 978-4-09-138775-2

「12時半にあのカフェで」
「乙女はかくも欲深き」
「今日から彼氏になりました」
「その熱ごと欲しくなる」
「約束のきずあと」
- 叶わぬ恋はしない主義（2017年6月9日発売[16]）、ISBN 978-4-09-139280-0

「叶わぬ恋はしない主義：前編」（『プチコミック』2017年2月号別冊ふろく掲載）
「叶わぬ恋はしない主義：後編」（『プチコミック』2017年3月号別冊ふろく掲載）
「ひとくちでわたしをぜんぶ」（『プチコミック』2016年12月号増刊秋号掲載）
「上手な恋ができたなら」（『プチコミック』2017年6月号増刊春号掲載）
「上手な恋ができたなら：after」描きおろし
- スーツとひよっこ（2018年2月9日発売[17]）、ISBN 978-4-09-139830-7

「スーツとひよっこ」（『プチコミック』2017年9月号 - 2018年1月号連載）
「スーツのひよっこ」描きおろし
- 恋ひとつままならぬ（2019年3月8日発売[20]）、ISBN 978-4-09-870424-8

「恋ひとつままならぬ」（『プチコミック』2019年2月号）
「たった二文字じゃたりないくらい」（『プチコミック増刊』2018年秋号）
「恋愛防衛線のむこうがわ」（『プチコミック』2018年12月号別冊付録）
「ほんとの私が恋してる」（『プチコミック』2018年3月号）
「私の恋するペンギン」（『プチコミック』2018年5月号）
- 恋愛ジャッジメント（2019年9月10日発売[22]）、ISBN 978-4-09-870567-2

「恋愛ジャッジメント」（『プチコミック』2019年6月号 - 8月号連載）
「たとえ君が忘れても」（『プチコミック』2019年4月号別冊付録）
- 無口な男が口説くには（2021年3月10日発売[25]）、ISBN 978-4-09-871273-1

「無口な男が口説くには」
「御曹司の結婚」
「その視線には敵わない」
「真夜中にふりむけば」
「はつはる、きみのとなり」

#### アンソロジー
- ドSスーツ（2014年1月10日発売）、ISBN 978-4-09-135809-7

「恋を忘れたあの人を」収録

### 単行本未収録
- この恋、お護り申し上げる（『プチコミック増刊』2022年冬号）